# Kantor (Cristianismo)
Kantor o líder de alabanza es el cantante principal, y generalmente instructor, en una iglesia, con responsabilidades hacia el coro o el equipo de adoración en misa o adoración, así como ensayos.

## Origen
El cantor tiene su origen proviene de los levitas que fueron responsables de cantar y tocar música en el templo. Durante el reinado del rey David, cuatro mil cantores, dirigidos por jefes y presidentes, cantaban las alabanzas del Señor en el Templo de Jerusalén.

## Iglesia Católica
En la liturgia católica, el cantante dirige el coro.

## Protestantismo
En las iglesias protestantes, el cantor dirige el canto de salmos en el templo; se sienta cerca del púlpito. Johann Sebastian Bach y Georg Philipp Telemann figuran entre los famosos músicos empleados bajo este sistema.

## Cristianismo evangélico
En el cristianismo evangélico, el ministerio del líder de alabanza es dirigir la alabanza durante el servicio. También dirige ensayos con el equipo de adoración. Se ofrece capacitación en alabanza en algunos colegios bíblicos.